# Monster Hunter Diary: Poka Poka Airu Village
Monster Hunter Diary: Poka Poka Airu Village (モンハン日記 ぽかぽかアイルー村?, Monhan Nikki Poka Poka Airū mura) è un videogioco spin-off per PlayStation Portable della serie Monster Hunter della Capcom, uscito in Giappone il 26 agosto 2010. Nel 2015 è stata pubblicata una versione del titolo per Nintendo 3DS.

## Modalità di gioco
La parola airu (アイルー?, airū) è il corrispondente giapponese di Felyne, la specie immaginaria di gatto senziente che appare in tutti i videogiochi della serie. Lo scopo del giocatore è dare ordini ai felyne per completare le missioni invece di controllarli direttamente. Il gioco presenta inoltre uno stile grafico più cartoonesco rispetto a quello realistico degli altri capitoli ed è caratterizzato da una maggiore enfasi per quanto riguarda la gestione e lo stile del villaggio. All'interno del gioco sono disponibili alcuni oggetti che rimandano a Hello Kitty.

## Espansioni e spin-off
Monster Hunter Diary Poka Poka Airu Village G (モンハン日記 ぽかぽかアイルー村G?, Monhan Nikki Poka Poka Airū Mura G) è un'espansione pubblicata il 10 agosto 2011 in Giappone.
Monster Hunter Diary Giri Giri Airu Village (モンハン日記 ぎりぎりアイルー村?, Monhan Nikki Giri Giri Airū mura) è una serie televisiva di dieci episodi che pubblicizzano il videogioco omonimo. La trama degli episodi vede i Felyne cercare di completare le missioni più disparate, spesso fallendole inevitabilmente.
Monster Hunter Diary: Poka Poka Airu Village DX, una versione per Nintendo 3DS pubblicata in Giappone nel 2015.